# Asienspiele 2006/Fußball
Bei den Asienspielen 2006 in Katar wurden vom 18. November bis zum 15. Dezember 2006 zwei Wettbewerbe im Fußball ausgetragen. Am Turnier der Männern nahmen 28 Mannschaften teil, bei den Frauen waren es acht Mannschaften. Ausgetragen wurden die Spiele nicht nur in Doha, sondern auch in den umliegenden Städten ar-Rayyan und al-Wakra.
Wie seit dem Turnier 2002 in Busan wurden bei den Männern nur U-23-Mannschaften zugelassen, die mit maximal drei älteren Athleten verstärkt werden durften. Diese Einschränkung gab es bei den Frauen nicht.
Das Turnier der Männer gewann der Gastgeber aus Katar mit einem 1:0-Sieg im Finale gegen den Irak. Im Spiel um Bronze setzte sich der Iran mit 1:0 nach Verlängerung gegen Südkorea durch. Torschützenkönig wurde der Jordanier Odai al-Saify mit sieben Treffern. Bei den Frauen gewann Nordkorea das Finale gegen Japan mit 4:2 im Elfmeterschießen. Die Bronzemedaille sicherte sich China mit einem 2:0-Sieg gegen Südkorea. Torschützenkönigin wurde die Chinesin Han Duan mit sieben Toren.

## Spielorte
Die Spiele wurden in sieben verschiedenen Stadien in drei Städten Katars ausgetragen. Jeweils drei Stadien befanden sich in ar-Rayyan und Doha, das restliche südöstlich in al-Wakra. Das Spiel um Bronze der Männer fand im al-Gharafa Stadium und das Endspiel der Männer im Jassim bin Hamad Stadium statt, das Spiel um Bronze und das Endspiel der Frauen im Qatar SC Stadium.
Vier der sieben Stadien verfügten über eine Kapazität zwischen 12.500 und 20.000 Zuschauern. Die beiden größten Stadien waren das al-Gharafa Stadium und al-Rayyan-Stadium in ar-Rayyan mit einer Kapazität von jeweils 25.000 Zuschauern, das kleinste Stadion hingegen, das Jassim bin Hamad Stadium, bot nur Platz für 12.000 Zuschauer.
| al-Wakra                            | ar-Rayyan                            | ar-Rayyan                           | ar-Rayyan                                  |
| ----------------------------------- | ------------------------------------ | ----------------------------------- | ------------------------------------------ |
| al-Wakrah Stadium Kapazität: 20.000 | al-Gharafa Stadium Kapazität: 25.000 | al-Rayyan-Stadium Kapazität: 25.000 | Jassim bin Hamad Stadium Kapazität: 12.000 |
|                                     |                                      | al-Rayyan-Stadium                   |                                            |
| Doha                                |                                      |                                     |                                            |
| al-Ahli Stadium Kapazität: 20.000   | al-Arabi Stadium Kapazität: 13.000   | Qatar SC Stadium Kapazität: 12.500  |                                            |
|                                     | al-Arabi Stadium                     | Qatar SC Stadium                    |                                            |

## Männerturnier

### Teilnehmer
Die acht Mannschaften, die nicht beim Fußballturnier vier Jahre zuvor teilgenommen hatten, mussten zunächst in einer Vorrunde gegeneinander um die verbleibenden zwei (später vier) Plätze der Hauptrunde spielen. Die Auslosung fand am 7. September 2006 statt. Dabei wurden die Mannschaften der Hauptrunde auf vier Lostöpfe verteilt und in sechs Gruppen mit jeweils vier Mannschaften gelost. Gastgeber Katar war bereits als Gruppenkopf der Gruppe A gesetzt.
Mit insgesamt 28 Mannschaften wurde ein neuer Rekord aufgestellt. Von den Teilnehmern 2002 fehlten mit Afghanistan, dem Jemen, dem Libanon und Turkmenistan insgesamt vier Teams. Erstmals mit einer U-23-Mannschaft vertreten waren Indonesien, der Irak, Jordanien, Kirgisistan, Macau, Singapur, Syrien und Tadschikistan.

#### Vorrunde
| Gruppe 1      | Gruppe 2   |
| ------------- | ---------- |
| Jordanien     | Singapur   |
| Tadschikistan | Syrien     |
| Kirgisistan   | Indonesien |
| Macau         | Irak       |

#### Hauptrunde
| Gruppe A           | Gruppe B    | Gruppe C       |
| ------------------ | ----------- | -------------- |
| Katar              | Südkorea    | Thailand       |
| Ver. Arab. Emirate | Bahrain     | Kuwait         |
| Usbekistan         | Vietnam     | Jemen 1        |
| Jordanien          | Bangladesch | Palästina      |
| Gruppe D           | Gruppe E    | Gruppe F       |
| Iran               | China       | Japan          |
| Indien             | Oman        | Nordkorea      |
| Hongkong           | Malaysia    | Turkmenistan 1 |
| Malediven          | Irak        | Pakistan       |

Anmerkung

### Vorrunde
Ursprünglich sollten sich nur die beiden Gruppensieger für die Hauptrunde qualifizieren. Da sich aber der Jemen und Turkmenistan zurückzogen, rückten die beiden Zweitplatzierten ebenfalls in die Hauptrunde auf. Nachdem der Iran von der FIFA suspendiert worden war, qualifizierte sich der beste Gruppendritte, Tadschikistan, ebenfalls für die Hauptrunde. Die FIFA ließ aber eine Ausnahmeregelung zu, sodass der Iran trotzdem teilnehmen konnte. Bei Punktgleichheit zweier oder mehrerer Mannschaften wurde die Platzierung durch folgende Kriterien ermittelt:
1. Tordifferenz aus allen Gruppenspielen
2. Anzahl Tore in allen Gruppenspielen
3. Anzahl Punkte im direkten Vergleich
4. Tordifferenz im direkten Vergleich
5. Anzahl Tore im direkten Vergleich
6. Losentscheid

#### Gruppe 1
| Pl. | Land          | Sp. | S | U | N | Tore    | Diff. | Punkte |
| --- | ------------- | --- | - | - | - | ------- | ----- | ------ |
| 1.  | Jordanien     | 3   | 1 | 2 | 0 | 013:000 | +13   | 05     |
| 2.  | Kirgisistan   | 3   | 1 | 2 | 0 | 009:200 | +7    | 05     |
| 3.  | Tadschikistan | 3   | 1 | 2 | 0 | 007:300 | +4    | 05     |
| 4.  | Macau         | 3   | 0 | 0 | 3 | 001:250 | −24   | 0      |

| 18. November 2006 um 16:00 Uhr (14:00 Uhr MEZ) in al-Wakra    |   |               |            |
| Jordanien                                                     | – | Tadschikistan | 0:0        |
| 18. November 2006 um 18:00 Uhr (16:00 Uhr MEZ) in al-Wakra    |   |               |            |
| Kirgisistan                                                   | – | Macau         | 7:0 (1:0)  |
| 21. November 2006 um 16:00 Uhr (14:00 Uhr MEZ) in al-Wakra    |   |               |            |
| Tadschikistan                                                 | – | Macau         | 5:1 (2:1)  |
| 21. November 2006 um 18:00 Uhr (16:00 Uhr MEZ) in al-Wakra    |   |               |            |
| Jordanien                                                     | – | Kirgisistan   | 0:0        |
| 24. November 2006 um 16:00 Uhr (14:00 Uhr MEZ) in al-Wakra    |   |               |            |
| Macau                                                         | – | Jordanien     | 0:13 (0:7) |
| 24. November 2006 um 16:00 Uhr (14:00 Uhr MEZ) in Doha (Ahli) |   |               |            |
| Tadschikistan                                                 | – | Kirgisistan   | 2:2 (2:2)  |

#### Gruppe 2
| Pl. | Land       | Sp. | S | U | N | Tore    | Diff. | Punkte |
| --- | ---------- | --- | - | - | - | ------- | ----- | ------ |
| 1.  | Irak       | 3   | 2 | 1 | 0 | 008:000 | +8    | 07     |
| 2.  | Syrien     | 3   | 1 | 2 | 0 | 004:100 | +3    | 05     |
| 3.  | Singapur   | 3   | 0 | 2 | 1 | 001:300 | −2    | 02     |
| 4.  | Indonesien | 3   | 0 | 1 | 2 | 002:110 | −9    | 01     |

| 18. November 2006 um 16:00 Uhr (14:00 Uhr MEZ) in Doha (Ahli) |   |            |           |
| Singapur                                                      | – | Syrien     | 0:0       |
| 18. November 2006 um 18:00 Uhr (16:00 Uhr MEZ) in Doha (Ahli) |   |            |           |
| Indonesien                                                    | – | Irak       | 0:6 (0:3) |
| 21. November 2006 um 16:00 Uhr (14:00 Uhr MEZ) in Doha (Ahli) |   |            |           |
| Syrien                                                        | – | Indonesien | 4:1 (3:0) |
| 21. November 2006 um 18:00 Uhr (16:00 Uhr MEZ) in Doha (Ahli) |   |            |           |
| Irak                                                          | – | Singapur   | 2:0 (2:0) |
| 24. November 2006 um 18:00 Uhr (16:00 Uhr MEZ) in al-Wakra    |   |            |           |
| Indonesien                                                    | – | Singapur   | 1:1 (0:0) |
| 24. November 2006 um 18:00 Uhr (16:00 Uhr MEZ) in Doha (Ahli) |   |            |           |
| Irak                                                          | – | Syrien     | 0:0       |

### Gruppenphase
Die Gruppensieger und die beiden besten Gruppenzweiten qualifizierten sich für das Viertelfinale, die restlichen Zweit-, Dritt- und Viertplatzierten schieden aus dem Wettbewerb aus. Bei Punktgleichheit zweier oder mehrerer Mannschaften wurde die Platzierung durch folgende Kriterien ermittelt:
1. Tordifferenz aus allen Gruppenspielen
2. Anzahl Tore in allen Gruppenspielen
3. Anzahl Punkte im direkten Vergleich
4. Tordifferenz im direkten Vergleich
5. Anzahl Tore im direkten Vergleich
6. Losentscheid

#### Gruppe A
| Pl. | Land               | Sp. | S | U | N | Tore    | Diff. | Punkte |
| --- | ------------------ | --- | - | - | - | ------- | ----- | ------ |
| 1.  | Usbekistan         | 3   | 3 | 0 | 0 | 006:200 | +4    | 09     |
| 2.  | Katar              | 3   | 2 | 0 | 1 | 007:200 | +5    | 06     |
| 3.  | Ver. Arab. Emirate | 3   | 0 | 1 | 2 | 003:700 | −4    | 01     |
| 4.  | Jordanien          | 3   | 0 | 1 | 2 | 002:700 | −5    | 01     |

| 28. November 2006 um 17:15 Uhr (15:15 Uhr MEZ) in ar-Rayyan (Jassim) |   |                    |           |
| Ver. Arab. Emirate                                                   | – | Usbekistan         | 1:2 (0:1) |
| 28. November 2006 um 19:45 Uhr (17:45 Uhr MEZ) in ar-Rayyan (Jassim) |   |                    |           |
| Katar                                                                | – | Jordanien          | 3:0 (1:0) |
| 2. Dezember 2006 um 17:15 Uhr (15:15 Uhr MEZ) in ar-Rayyan (Jassim)  |   |                    |           |
| Ver. Arab. Emirate                                                   | – | Jordanien          | 1:1 (0:1) |
| 2. Dezember 2006 um 19:45 Uhr (17:45 Uhr MEZ) in ar-Rayyan (Jassim)  |   |                    |           |
| Usbekistan                                                           | – | Katar              | 1:0 (0:0) |
| 5. Dezember 2006 um 19:45 Uhr (17:45 Uhr MEZ) in ar-Rayyan (Jassim)  |   |                    |           |
| Katar                                                                | – | Ver. Arab. Emirate | 4:1 (2:0) |
| 5. Dezember 2006 um 19:45 Uhr (17:45 Uhr MEZ) in ar-Rayyan (Gharafa) |   |                    |           |
| Usbekistan                                                           | – | Jordanien          | 3:1 (1:1) |

#### Gruppe B
| Pl. | Land        | Sp. | S | U | N | Tore    | Diff. | Punkte |
| --- | ----------- | --- | - | - | - | ------- | ----- | ------ |
| 1.  | Südkorea    | 3   | 3 | 0 | 0 | 006:000 | +6    | 09     |
| 2.  | Bahrain     | 3   | 2 | 0 | 1 | 007:300 | +4    | 06     |
| 3.  | Vietnam     | 3   | 1 | 0 | 2 | 006:500 | +1    | 03     |
| 4.  | Bangladesch | 3   | 0 | 0 | 3 | 002:130 | −11   | 0      |

| 28. November 2006 um 17:15 Uhr (15:15 Uhr MEZ) in ar-Rayyan (Gharafa) |   |             |           |
| Südkorea                                                              | – | Bangladesch | 3:0 (1:0) |
| 28. November 2006 um 19:45 Uhr (17:45 Uhr MEZ) in ar-Rayyan (Gharafa) |   |             |           |
| Bahrain                                                               | – | Vietnam     | 2:1 (2:1) |
| 2. Dezember 2006 um 17:15 Uhr (15:15 Uhr MEZ) in Doha (Arabi)         |   |             |           |
| Vietnam                                                               | – | Südkorea    | 0:2 (0:1) |
| 2. Dezember 2006 um 19:45 Uhr (17:45 Uhr MEZ) in Doha (Arabi)         |   |             |           |
| Bahrain                                                               | – | Bangladesch | 5:1 (2:0) |
| 5. Dezember 2006 um 19:45 Uhr (17:45 Uhr MEZ) in ar-Rayyan (Rayyan)   |   |             |           |
| Südkorea                                                              | – | Bahrain     | 1:0 (0:0) |
| 5. Dezember 2006 um 19:45 Uhr (17:45 Uhr MEZ) in Doha (Arabi)         |   |             |           |
| Vietnam                                                               | – | Bangladesch | 5:1 (1:1) |

#### Gruppe C
| Pl. | Land        | Sp. | S | U | N | Tore    | Diff. | Punkte |
| --- | ----------- | --- | - | - | - | ------- | ----- | ------ |
| 1.  | Thailand    | 3   | 3 | 0 | 0 | 004:000 | +4    | 09     |
| 2.  | Kuwait      | 3   | 2 | 0 | 1 | 005:100 | +4    | 06     |
| 3.  | Kirgisistan | 3   | 1 | 0 | 2 | 003:500 | −2    | 03     |
| 4.  | Palästina   | 3   | 0 | 0 | 3 | 000:600 | −6    | 0      |

| 28. November 2006 um 17:15 Uhr (15:15 Uhr MEZ) in ar-Rayyan (Rayyan) |   |             |           |
| Thailand                                                             | – | Palästina   | 1:0 (1:0) |
| 28. November 2006 um 19:45 Uhr (17:45 Uhr MEZ) in ar-Rayyan (Rayyan) |   |             |           |
| Kuwait                                                               | – | Kirgisistan | 3:0 (0:0) |
| 2. Dezember 2006 um 17:15 Uhr (15:15 Uhr MEZ) in ar-Rayyan (Rayyan)  |   |             |           |
| Kirgisistan                                                          | – | Thailand    | 0:2 (0:1) |
| 2. Dezember 2006 um 19:45 Uhr (17:45 Uhr MEZ) in ar-Rayyan (Rayyan)  |   |             |           |
| Kuwait                                                               | – | Palästina   | 2:0 (1:0) |
| 5. Dezember 2006 um 17:15 Uhr (15:15 Uhr MEZ) in ar-Rayyan (Gharafa) |   |             |           |
| Thailand                                                             | – | Kuwait      | 1:0 (1:0) |
| 5. Dezember 2006 um 17:15 Uhr (15:15 Uhr MEZ) in ar-Rayyan (Rayyan)  |   |             |           |
| Palästina                                                            | – | Kirgisistan | 0:3 (0:2) |

#### Gruppe D
| Pl. | Land      | Sp. | S | U | N | Tore    | Diff. | Punkte |
| --- | --------- | --- | - | - | - | ------- | ----- | ------ |
| 1.  | Iran      | 3   | 3 | 0 | 0 | 007:200 | +5    | 09     |
| 2.  | Hongkong  | 3   | 1 | 1 | 1 | 003:300 | ±0    | 04     |
| 3.  | Indien    | 3   | 1 | 1 | 1 | 003:400 | −1    | 04     |
| 4.  | Malediven | 3   | 0 | 0 | 3 | 002:600 | −4    | 0      |

| 29. November 2006 um 17:15 Uhr (15:15 Uhr MEZ) in ar-Rayyan (Gharafa) |   |           |           |
| Indien                                                                | – | Hongkong  | 1:1 (0:0) |
| 29. November 2006 um 19:45 Uhr (17:45 Uhr MEZ) in ar-Rayyan (Gharafa) |   |           |           |
| Iran                                                                  | – | Malediven | 3:1 (2:0) |
| 3. Dezember 2006 um 17:15 Uhr (15:15 Uhr MEZ) in ar-Rayyan (Jassim)   |   |           |           |
| Indien                                                                | – | Malediven | 2:1 (1:1) |
| 3. Dezember 2006 um 19:45 Uhr (17:45 Uhr MEZ) in ar-Rayyan (Jassim)   |   |           |           |
| Hongkong                                                              | – | Iran      | 1:2 (1:1) |
| 6. Dezember 2006 um 17:15 Uhr (15:15 Uhr MEZ) in ar-Rayyan (Jassim)   |   |           |           |
| Iran                                                                  | – | Indien    | 2:0 (0:0) |
| 6. Dezember 2006 um 17:15 Uhr (15:15 Uhr MEZ) in ar-Rayyan (Gharafa)  |   |           |           |
| Hongkong                                                              | – | Malediven | 1:0 (1:0) |

#### Gruppe E
| Pl. | Land     | Sp. | S | U | N | Tore    | Diff. | Punkte |
| --- | -------- | --- | - | - | - | ------- | ----- | ------ |
| 1.  | China    | 3   | 3 | 0 | 0 | 006:200 | +4    | 09     |
| 2.  | Irak     | 3   | 2 | 0 | 1 | 006:100 | +5    | 06     |
| 3.  | Oman     | 3   | 1 | 0 | 2 | 004:500 | −1    | 03     |
| 4.  | Malaysia | 3   | 0 | 0 | 3 | 002:100 | −8    | 0      |

| 29. November 2006 um 17:15 Uhr (15:15 Uhr MEZ) in Doha (Arabi) |   |          |           |
| Oman                                                           | – | Malaysia | 3:1 (1:0) |
| 29. November 2006 um 19:45 Uhr (17:45 Uhr MEZ) in Doha (Arabi) |   |          |           |
| China                                                          | – | Irak     | 1:0 (1:0) |
| 3. Dezember 2006 um 17:15 Uhr (15:15 Uhr MEZ) in Doha (Arabi)  |   |          |           |
| Malaysia                                                       | – | China    | 1:3 (0:1) |
| 3. Dezember 2006 um 19:45 Uhr (17:45 Uhr MEZ) in Doha (Arabi)  |   |          |           |
| Oman                                                           | – | Irak     | 0:2 (0:2) |
| 6. Dezember 2006 um 19:45 Uhr (17:45 Uhr MEZ) in Doha (Arabi)  |   |          |           |
| Malaysia                                                       | – | Irak     | 0:4 (0:1) |
| 6. Dezember 2006 um 19:45 Uhr (17:45 Uhr MEZ) in Doha (Qatar)  |   |          |           |
| China                                                          | – | Oman     | 2:1 (1:1) |

#### Gruppe F
| Pl. | Land      | Sp. | S | U | N | Tore    | Diff. | Punkte |
| --- | --------- | --- | - | - | - | ------- | ----- | ------ |
| 1.  | Nordkorea | 3   | 2 | 1 | 0 | 003:100 | +2    | 07     |
| 2.  | Japan     | 3   | 2 | 0 | 1 | 005:400 | +1    | 06     |
| 3.  | Syrien    | 3   | 1 | 1 | 1 | 002:100 | +1    | 04     |
| 4.  | Pakistan  | 3   | 0 | 0 | 3 | 002:600 | −4    | 0      |

| 29. November 2006 um 17:15 Uhr (15:15 Uhr MEZ) in Doha (Qatar) |   |           |           |
| Japan                                                          | – | Pakistan  | 3:2 (2:0) |
| 29. November 2006 um 19:45 Uhr (17:45 Uhr MEZ) in Doha (Qatar) |   |           |           |
| Nordkorea                                                      | – | Syrien    | 0:0       |
| 3. Dezember 2006 um 17:15 Uhr (15:15 Uhr MEZ) in Doha (Qatar)  |   |           |           |
| Syrien                                                         | – | Japan     | 0:1 (0:0) |
| 3. Dezember 2006 um 19:45 Uhr (17:45 Uhr MEZ) in Doha (Qatar)  |   |           |           |
| Nordkorea                                                      | – | Pakistan  | 1:0 (0:0) |
| 6. Dezember 2006 um 17:15 Uhr (15:15 Uhr MEZ) in Doha (Arabi)  |   |           |           |
| Syrien                                                         | – | Pakistan  | 2:0 (1:0) |
| 6. Dezember 2006 um 17:15 Uhr (15:15 Uhr MEZ) in Doha (Qatar)  |   |           |           |
| Japan                                                          | – | Nordkorea | 1:2 (1:1) |

#### Tabelle der Gruppenzweiten
| Pl. | Land     | Sp. | S | U | N | Tore    | Diff. | Punkte |
| --- | -------- | --- | - | - | - | ------- | ----- | ------ |
| 1.  | Katar    | 3   | 2 | 0 | 1 | 007:200 | +5    | 06     |
| 2.  | Irak     | 3   | 2 | 0 | 1 | 006:100 | +5    | 06     |
| 3.  | Bahrain  | 3   | 2 | 0 | 1 | 007:300 | +4    | 06     |
| 4.  | Kuwait   | 3   | 2 | 0 | 1 | 005:100 | +4    | 06     |
| 5.  | Japan    | 3   | 2 | 0 | 1 | 005:400 | +1    | 06     |
| 6.  | Hongkong | 3   | 1 | 1 | 1 | 003:300 | ±0    | 04     |

### Finalrunde

#### Viertelfinale
| 9. Dezember 2006 um 16:00 Uhr (14:00 Uhr MEZ) in ar-Rayyan (Rayyan)  |   |           |                                 |
| China                                                                | – | Iran      | 2:2 n. V. (1:1, 0:1), 7:8 i. E. |
| 9. Dezember 2006 um 16:00 Uhr (14:00 Uhr MEZ) in ar-Rayyan (Gharafa) |   |           |                                 |
| Usbekistan                                                           | – | Irak      | 1:2 (1:1)                       |
| 9. Dezember 2006 um 19:00 Uhr (17:00 Uhr MEZ) in ar-Rayyan (Gharafa) |   |           |                                 |
| Thailand                                                             | – | Katar     | 0:3 (0:1)                       |
| 9. Dezember 2006 um 19:00 Uhr (17:00 Uhr MEZ) in ar-Rayyan (Rayyan)  |   |           |                                 |
| Südkorea                                                             | – | Nordkorea | 3:0 (2:0)                       |

#### Halbfinale
| 12. Dezember 2006 um 16:00 Uhr (14:00 Uhr MEZ) in ar-Rayyan (Gharafa) |   |          |           |
| Irak                                                                  | – | Südkorea | 1:0 (1:0) |
| 12. Dezember 2006 um 19:00 Uhr (17:00 Uhr MEZ) in ar-Rayyan (Jassim)  |   |          |           |
| Katar                                                                 | – | Iran     | 2:0 (1:0) |

#### Spiel um Bronze
| 14. Dezember 2006 um 17:30 Uhr (15:30 Uhr MEZ) in ar-Rayyan (Gharafa) |   |          |           |
| Iran                                                                  | – | Südkorea | 1:0 n. V. |

#### Finale
| Katar                                                                                  | Katar | Irak | Irak |
| -------------------------------------------------------------------------------------- | --- | --- | ---- |
| Katar                                                                                  | \| Finale \| \| 15. Dezember 2006 um 16:00 Uhr (14:00 Uhr MEZ) in ar-Rayyan (Jassim bin Hamad Stadium) \| \| Ergebnis: 1:0 (0:0) \| \| Zuschauer: 15.000 \| \| Schiedsrichter: Hiroyoshi Takayama ( Japan) \|                                                                                               | \| Finale \| \| 15. Dezember 2006 um 16:00 Uhr (14:00 Uhr MEZ) in ar-Rayyan (Jassim bin Hamad Stadium) \| \| Ergebnis: 1:0 (0:0) \| \| Zuschauer: 15.000 \| \| Schiedsrichter: Hiroyoshi Takayama ( Japan) \|                                          | Irak |
| Katar                                                                                  | Mohamed Saqr – Ali Nasser Saleh (77. Adel Lami), Ibrahim al-Ghanim, Abdulla Koni, Bilal Mohammed – Majdi Siddiq (71. Younes Ali Rahmati), Mesaad al-Hamad, Wesam Rizik – Hussein Yasser, Sebastián Soria, Khalfan Ibrahim (90.+2' Magid Mohamed) Cheftrainer: Džemaludin Mušović ( Bosnien und Herzegowina) | Mohammed Kassid – Mohammed Ali Karim, Jassim Mohammed Haji (87. Haidar Raheem), Ali Rehema, Haidar Aboodi – Samer Saeed, Alaa Abdul-Zahra, Ahmed Abid Ali – Mustafa Karim (73. Ali Mansour), Karrar Jassim (87. Haidar Sabah) Cheftrainer: Yahya Alwan | Irak |
| Katar                                                                                  | 1:0 B. Mohammed (63.) | | Irak |
| Katar                                                                                  | Rizik (5.), Siddiq (43.), Nasser (68.), B. Mohammed (81.) | Abdul-Zahra (75.) | Irak |
| Finale                                                                                 | | |      |
| 15. Dezember 2006 um 16:00 Uhr (14:00 Uhr MEZ) in ar-Rayyan (Jassim bin Hamad Stadium) | | |      |
| Ergebnis: 1:0 (0:0)                                                                    | | |      |
| Zuschauer: 15.000                                                                      | | |      |
| Schiedsrichter: Hiroyoshi Takayama ( Japan)                                            | | |      |

### Beste Torschützen
Nachfolgend sind die besten Torschützen des Turnieres aufgeführt. Bei gleicher Anzahl an Toren sind die Spieler alphabetisch sortiert.
| Rang | Spieler            | Tore |
| ---- | ------------------ | ---- |
| 01   | Odai al-Saify      | 7    |
| 02   | Alexander Heinrich | 5    |
| 03   | Arash Borhani      | 4    |
|      | Mustafa Karim      | 4    |
|      | Sebastián Soria    | 4    |

### Schiedsrichter
Beim Männerturnier kamen die folgenden 18 Schiedsrichter aus 17 Ländern zum Einsatz.
- Jaafar Mahfoodh
- Yang Zhiqiang
- Ng Kai Lam
- Ajjagowder Arjunan
- Kadhum Auda
- Mahmoud Rafiei
- Hiroyoshi Takayama
- Nasser Darwish
- Abdulrahman Abdou
- Abdullah Balideh
- Atallah al-Enezi
- Ramachandran Krishnan
- Abdulrahman al-Amri
- Ranjith Arachchilage
- Bae Jae-yong
- Abdulrahman Racho
- Marat Ismailov
- Ali al-Badwawi

## Frauenturnier

### Teilnehmer
Die Gruppenauslosung fand am 21. August 2006 statt. Die Mannschaften wurden auf fünf Lostöpfe verteilt und in eine Gruppe mit vier und eine Gruppe mit fünf Mannschaften gelost. Nach dem Rückzug der Malediven wechselte Thailand von Gruppe H in die Gruppe G, sodass es schließlich zwei Gruppen mit je vier Mannschaften gab. Gastgeber Katar nahm nicht an dem Frauenturnier teil.
Mit acht Mannschaften wurde der Rekord von 1998 eingestellt. Neben den sechs wieder teilnehmenden Teams von 2002 war auch Thailand (letztmals 1998) wieder dabei. Erstmals mit einer Frauenmannschaft vertreten war Jordanien.
| Gruppe G    | Gruppe H       |
| ----------- | -------------- |
| China       | Nordkorea      |
| Japan       | Südkorea       |
| Malediven 2 | Thailand 2     |
| Jordanien   | Chinese Taipei |
|             | Vietnam        |

Anmerkung

### Gruppenphase
Die Gruppensieger und -zweiten qualifizierten sich für das Achtelfinale, die Dritt- und Viertplatzierten schieden aus dem Wettbewerb aus. Bei Punktgleichheit zweier oder mehrerer Mannschaften wurde die Platzierung durch folgende Kriterien ermittelt:
1. Tordifferenz aus allen Gruppenspielen
2. Anzahl Tore in allen Gruppenspielen
3. Anzahl Punkte im direkten Vergleich
4. Tordifferenz im direkten Vergleich
5. Anzahl Tore im direkten Vergleich
6. Losentscheid

#### Gruppe G
| Pl. | Land      | Sp. | S | U | N | Tore    | Diff. | Punkte |
| --- | --------- | --- | - | - | - | ------- | ----- | ------ |
| 1.  | Japan     | 3   | 3 | 0 | 0 | 018:000 | +18   | 09     |
| 2.  | China     | 3   | 2 | 0 | 1 | 019:100 | +18   | 06     |
| 3.  | Thailand  | 3   | 1 | 0 | 2 | 005:110 | −6    | 03     |
| 4.  | Jordanien | 3   | 0 | 0 | 3 | 000:300 | −30   | 0      |

| 30. November 2006 um 17:15 Uhr (15:15 Uhr MEZ) in Doha (Arabi)       |   |           |            |
| Japan                                                                | – | Jordanien | 13:0 (4:0) |
| 30. November 2006 um 19:45 Uhr (17:45 Uhr MEZ) in Doha (Arabi)       |   |           |            |
| China                                                                | – | Thailand  | 7:0 (5:0)  |
| 4. Dezember 2006 um 17:15 Uhr (15:15 Uhr MEZ) in ar-Rayyan (Gharafa) |   |           |            |
| Thailand                                                             | – | Japan     | 0:4 (0:1)  |
| 4. Dezember 2006 um 19:45 Uhr (17:45 Uhr MEZ) in ar-Rayyan (Gharafa) |   |           |            |
| Jordanien                                                            | – | China     | 0:12 (0:8) |
| 7. Dezember 2006 um 19:45 Uhr (17:45 Uhr MEZ) in ar-Rayyan (Rayyan)  |   |           |            |
| China                                                                | – | Japan     | 0:1 (0:1)  |
| 7. Dezember 2006 um 19:45 Uhr (17:45 Uhr MEZ) in Doha (Arabi)        |   |           |            |
| Jordanien                                                            | – | Thailand  | 0:5 (0:2)  |

#### Gruppe H
| Pl. | Land           | Sp. | S | U | N | Tore    | Diff. | Punkte |
| --- | -------------- | --- | - | - | - | ------- | ----- | ------ |
| 1.  | Nordkorea      | 3   | 3 | 0 | 0 | 013:100 | +12   | 09     |
| 2.  | Südkorea       | 3   | 2 | 0 | 1 | 006:500 | +1    | 06     |
| 3.  | Chinese Taipei | 3   | 1 | 0 | 2 | 003:700 | −4    | 03     |
| 4.  | Vietnam        | 3   | 0 | 0 | 3 | 002:110 | −9    | 0      |

| 30. November 2006 um 17:15 Uhr (15:15 Uhr MEZ) in Doha (Qatar)      |   |                |           |
| Südkorea                                                            | – | Chinese Taipei | 2:0 (1:0) |
| 30. November 2006 um 19:45 Uhr (17:45 Uhr MEZ) in Doha (Qatar)      |   |                |           |
| Nordkorea                                                           | – | Vietnam        | 5:0 (5:0) |
| 4. Dezember 2006 um 17:15 Uhr (15:15 Uhr MEZ) in ar-Rayyan (Rayyan) |   |                |           |
| Vietnam                                                             | – | Südkorea       | 1:3 (0:2) |
| 4. Dezember 2006 um 19:45 Uhr (17:45 Uhr MEZ) in ar-Rayyan (Rayyan) |   |                |           |
| Chinese Taipei                                                      | – | Nordkorea      | 0:4 (0:1) |
| 7. Dezember 2006 um 17:15 Uhr (15:15 Uhr MEZ) in ar-Rayyan (Rayyan) |   |                |           |
| Nordkorea                                                           | – | Südkorea       | 4:1 (3:1) |
| 7. Dezember 2006 um 17:15 Uhr (15:15 Uhr MEZ) in Doha (Arabi)       |   |                |           |
| Chinese Taipei                                                      | – | Vietnam        | 3:1 (2:1) |

### Finalrunde

#### Halbfinale
| 10. Dezember 2006 um 16:00 Uhr (14:00 Uhr MEZ) in Doha (Qatar) |   |          |                      |
| Japan                                                          | – | Südkorea | 3:1 (0:0)            |
| 10. Dezember 2006 um 19:00 Uhr (17:00 Uhr MEZ) in Doha (Qatar) |   |          |                      |
| Nordkorea                                                      | – | China    | 3:1 n. V. (1:1, 1:1) |

#### Spiel um Bronze
| 13. Dezember 2006 um 16:00 Uhr (14:00 Uhr MEZ) in Doha (Qatar) |   |       |           |
| Südkorea                                                       | – | China | 0:2 (0:1) |

#### Finale
| Japan                                                                     | Japan | Nordkorea | Nordkorea |
| ------------------------------------------------------------------------- | --- | --- | --------- |
| Japan                                                                     | \| Finale \| \| 13. Dezember 2006 um 19:00 Uhr (17:00 Uhr MEZ) in Doha (Qatar SC Stadium) \| \| Ergebnis: 0:0 n. V., 2:4 i. E. \| \| Zuschauer: 4.830 \| \| Schiedsrichterin: Niu Huijun ( China) \|                               | \| Finale \| \| 13. Dezember 2006 um 19:00 Uhr (17:00 Uhr MEZ) in Doha (Qatar SC Stadium) \| \| Ergebnis: 0:0 n. V., 2:4 i. E. \| \| Zuschauer: 4.830 \| \| Schiedsrichterin: Niu Huijun ( China) \|                   | Nordkorea |
| Japan                                                                     | Miho Fukumoto – Hiromi Isozaki, Kyōko Yano, Kozue Andō, Azusa Iwashimizu – Tomoe Sakai, Miyuki Yanagita (87. Maiko Nakaoka), Homare Sawa, Aya Miyama – Eriko Arakawa, Shinobu Ōno (105. Yūki Nagasato) Cheftrainer: Hiroshi Ōhashi | Jon Myong-hui – Om Jong-ran, Sonu Kyong-sun, Song Jong-sun, Kong Hye-ok – Ri Un-suk, Ri Un-gyong, Ho Sun-hui, Kim Kyong-hwa (74. Kim Tan-sil) – Ri Kum-suk, Kil Son-hui (111. Jong Pok-sim) Cheftrainer: Kim Kwang-min | Nordkorea |
| Japan                                                                     | Elfmeterschießen | | Nordkorea |
| Japan                                                                     | Sawa Andō 1:2 Nagasato 2:3 Nakaoka | 0:1 Ri K. 0:2 Ri U. 1:3 Ho S. 2:4 Jong P. | Nordkorea |
| Finale                                                                    | | |           |
| 13. Dezember 2006 um 19:00 Uhr (17:00 Uhr MEZ) in Doha (Qatar SC Stadium) | | |           |
| Ergebnis: 0:0 n. V., 2:4 i. E.                                            | | |           |
| Zuschauer: 4.830                                                          | | |           |
| Schiedsrichterin: Niu Huijun ( China)                                     | | |           |

### Beste Torschützinnen
Nachfolgend sind die besten Torschützinnen des Turnieres aufgeführt. Bei gleicher Anzahl an Toren sind die Spielerinnen alphabetisch sortiert.
| Rang | Spielerin        | Tore |
| ---- | ---------------- | ---- |
| 01   | Han Duan         | 7    |
| 02   | Mizuho Sakaguchi | 6    |
| 03   | Wang Kun         | 5    |
| 04   | Kim Kyong-hwa    | 4    |
|      | Ri Kum-suk       | 4    |
| 06   | Kil Son-hui      | 3    |
|      | Park Hee-young   | 3    |
|      | Ri Un-gyong      | 3    |
|      | Miyuki Yanagita  | 3    |

### Schiedsrichterinnen
Beim Frauenturnier kamen die folgenden acht Schiedsrichterinnen aus sieben Ländern zum Einsatz.
- Krystyna Szokolai
- Deng Junxia
- Niu Huijun
- Bentla D’Coth
- Mariko Iwaki
- Ri Hong-sil
- Hong Eun-ah
- Pannipar Kamnueng